# Emanuela Falcetti
Emanuela Falcetti (n. 2 noiembrie 1957, Milano, Italia) este o jurnalistă și moderatoare de televiziune italiană.